# Pôster de Betty Grable

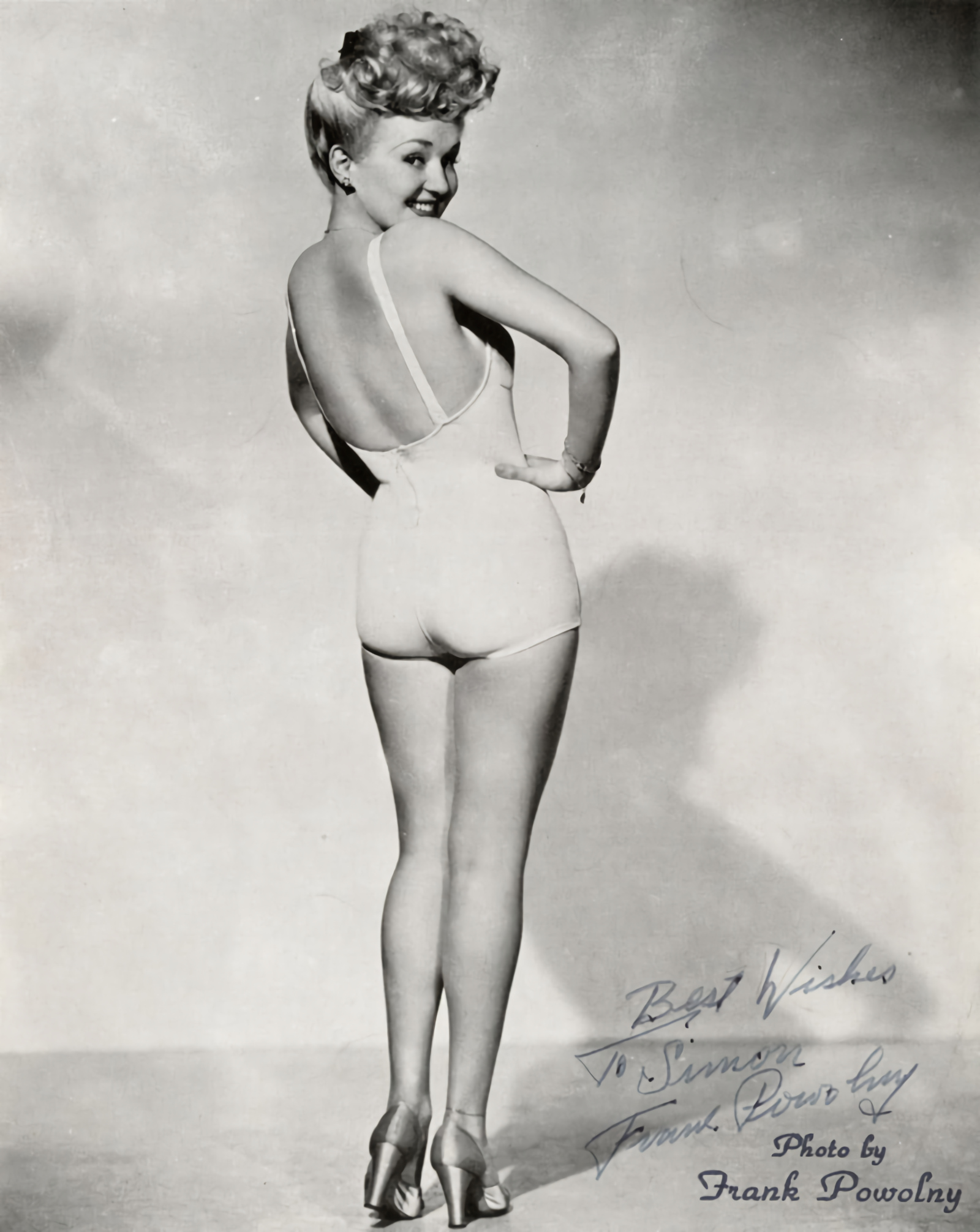
A famosa foto de Betty Grable em traje de banho, capturada por Frank Powolny.

O pôster de Betty Grable é uma famosa fotografia capturada por Frank Powolny durante uma sessão de fotos publicitárias da atriz Betty Grable para o filme Sweet Rosie O'Grady (1943). Esta icônica imagem se tornou uma das mais célebres durante a Segunda Guerra Mundial, levando o estúdio 20th Century Fox a distribuir 5 milhões de cópias durante o conflito.

## Antecedentes
O fotógrafo austríaco Frank Powolny trabalhou na 20th Century Fox de 1923 a 1966. Durante uma série de fotos promocionais para o filme Sweet Rosie O'Grady, a atriz Betty Grable foi fotografada usando um maiô branco. Foi nessa ocasião que Powolny capturou a famosa imagem de Grable em traje de banho, olhando para trás, sobre o ombro direito. Surgiram rumores de que a pose e o ângulo específicos foram escolhidos para disfarçar o fato de que Betty estava grávida na época da sessão de fotos.

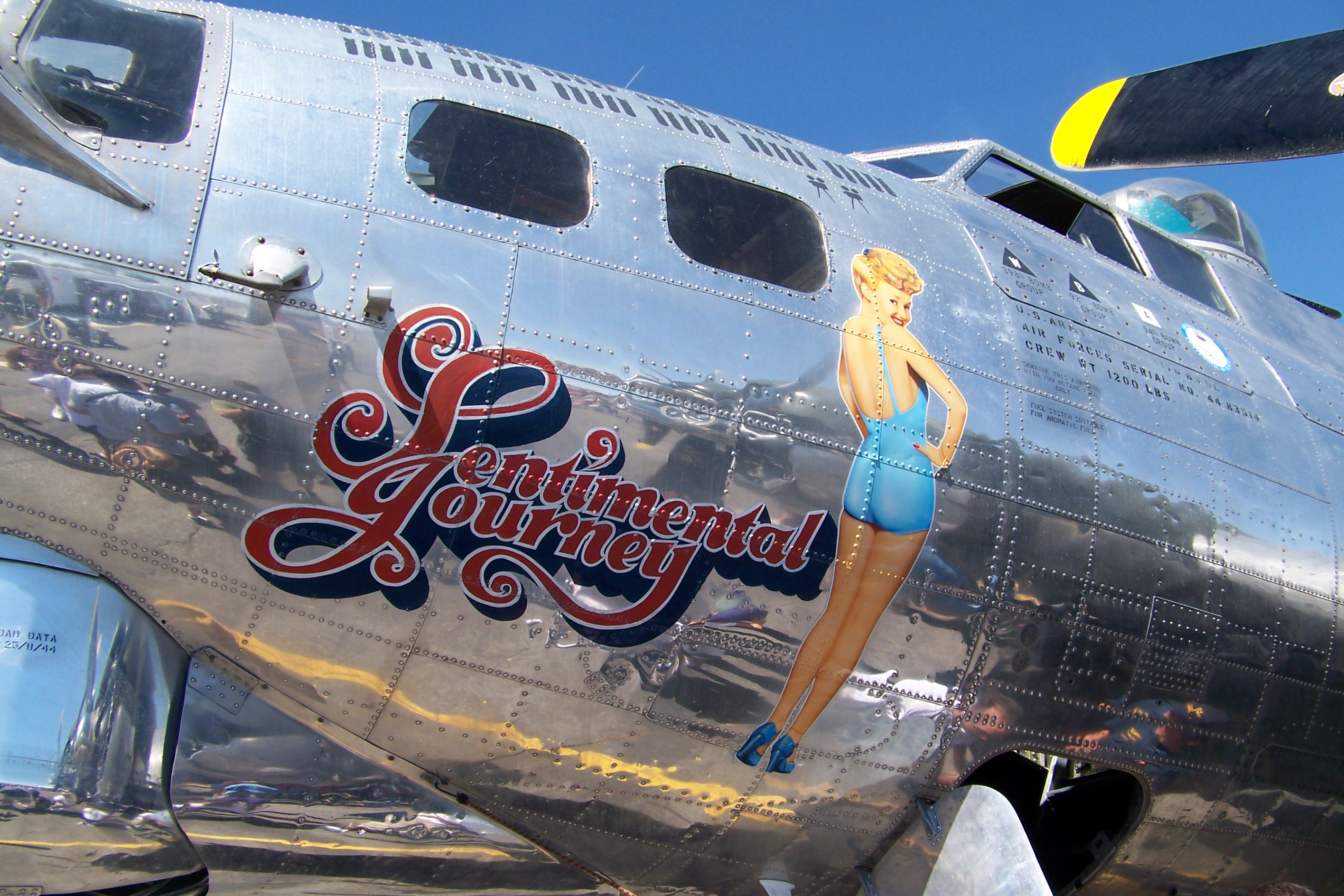
O Boeing B-17 Flying Fortress Sentimental Journey é especialmente notável por sua pintura personalizada, que apresentava a imagem icônica de Betty Grable.

## Consequências
Grable foi a atriz de maior sucesso de bilheteira em 1942, 1943 e 1944, permanecendo no top 10 durante o restante da década, exceto em 1946, quando não atuou em nenhum filme. Ela também dominou as bilheteiras nos anos de 1950 e 1951, tornando-se a estrela feminina mais bem paga de Hollywood. Embora nunca tenha feito uma turnê internacional com a United Service Organizations (USO), uma organização de apoio aos militares durante a guerra, Grable contribuiu ativamente para os esforços de guerra. Ela visitou campos de concentração em todo o país e participou da Hollywood Canteen, um clube de dança e entretenimento para os militares americanos durante a Segunda Guerra Mundial.

## Legado

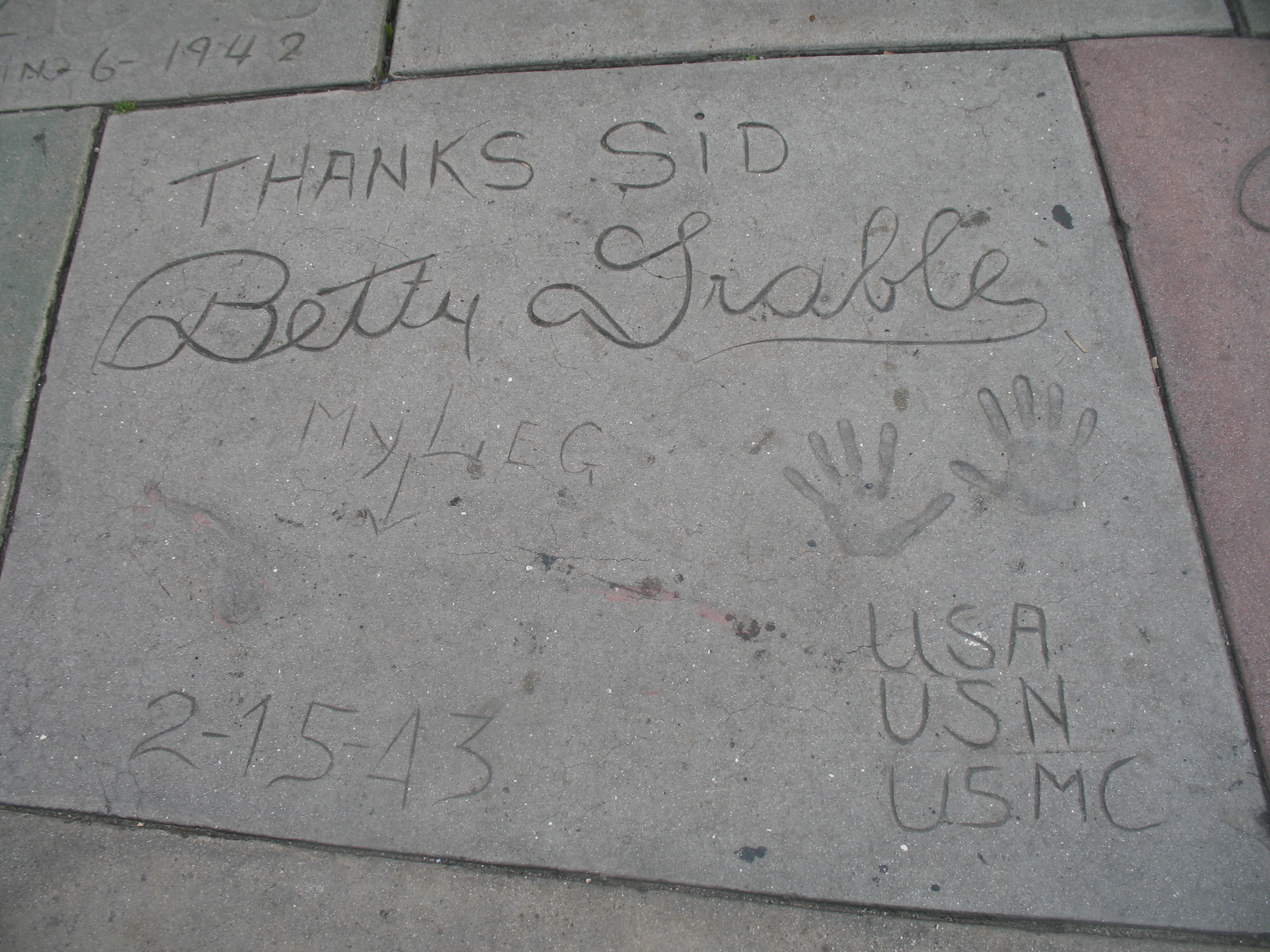
Pegadas e assinatura de Grable na calçada do Grauman's Chinese Theatre.

A icônica foto fez de Betty Grable a pin-up mais popular da década de 1940. Em 15 de fevereiro de 1943, ela foi convidada a deixar suas mãos e assinatura na Calçada da Fama do Grauman's Chinese Theatre, em Hollywood, e também uma impressão de sua perna no cimento fresco. Na década de 1950, Grable segurou um seguro de US$ 1 milhão para suas pernas.
A famosa imagem de Grable foi incluída pela revista Life entre as "100 fotos que mudaram o mundo", e, mais recentemente, em 2014, a revista Time a elegeu como uma das "100 imagens mais influentes de todos os tempos".